# NRJ Music Award du DJ de l'année
Le prix du DJ de l'année est une récompense musicale décernée lors des NRJ Music Awards.
DJ Snake et David Guetta sont les DJ les plus récompensés dans cette catégorie avec 4 trophées à leur actif.

## Nominations et récompenses multiples

### Récompenses multiples
| Artistes     | Récompenses | Année                          |
| ------------ | ----------- | ------------------------------ |
| David Guetta | 5           | 2015, 2016, 2022, 2023 et 2024 |
| DJ Snake     | 4           | 2018, 2019, 2020 et 2021       |
| Bob Sinclar  | 1           | 2007                           |
| Kungs        | 1           | 2017                           |

### Nominations multiples
| Artistes         | Récompenses | Année                                                              |
| ---------------- | ----------- | ------------------------------------------------------------------ |
| David Guetta     | 11          | 2007, 2015, 2016, 2017, 2018, 2019, 2020, 2021, 2022, 2023 et 2024 |
| DJ Snake         | 7           | 2015, 2016, 2017, 2018, 2019, 2020 et 2021                         |
| Ofenbach         | 6           | 2018, 2019, 2020, 2021, 2022 et 2023                               |
| Calvin Harris    | 6           | 2015, 2018, 2019, 2020, 2022 et 2023                               |
| Kungs            | 5           | 2016, 2017, 2021, 2022 et 2023                                     |
| Feder            | 4           | 2016, 2017, 2018 et 2022                                           |
| Martin Solveig   | 3           | 2007, 2017 et 2023                                                 |
| Martin Garrix    | 3           | 2016, 2019 et 2021                                                 |
| Kygo             | 3           | 2016, 2018 et 2020                                                 |
| Boris Way        | 2           | 2022 et 2023                                                       |
| Robin Schulz     | 2           | 2020 et 2021                                                       |
| Tiësto           | 1           | 2023                                                               |
| The Avener       | 1           | 2022                                                               |
| Regard           | 1           | 2020                                                               |
| Armin van Buuren | 1           | 2019                                                               |
| Avicii           | 1           | 2015                                                               |
| Petit Biscuit    | 1           | 2017                                                               |
| Bob Sinclar      | 1           | 2007                                                               |
| David Vendetta   | 1           | 2007                                                               |
| Laurent Wolf     | 1           | 2007                                                               |

### Pré-nominations multiples
Les pré-nominations ne sont pas fréquentes à chaque édition. Il s'agit de deux artistes sur six qui ont recueilli le moins de vote sur le site officiel des NRJ Music Awards et qui sont par la suite disqualifiés de concourir dans cette catégorie. Des pré-nominations ont eu lieu au préalable des cérémonies de 2011, 2012, 2014 et 2015.
| Artistes       | Pré-nominations | Année |
| -------------- | --------------- | ----- |
| Robin Schulz   | 1               | 2015  |
| Martin Solveig | 1               | 2015  |

## Palmarès
| Année                | Artiste      |
| -------------------- | ------------ |
| 2007                 | Bob Sinclar  |
| 2015                 | David Guetta |
| 2016                 | David Guetta |
| 2017                 | Kungs        |
| 2018 (20th Edition)  | DJ Snake     |
| 2019                 | DJ Snake     |
| 2020 (Paris Edition) | DJ Snake     |
| 2021                 | DJ Snake     |
| 2022                 | David Guetta |
| 2023                 | David Guetta |
| 2024                 | David Guetta |